# Mistrovství světa v cyklokrosu 2023
Mistrovství světa v cyklokrosu 2023 bylo 74. cyklokrosovým šampionátem v pořadí. Konalo se ve dnech od 3. do 5. února 2023 v nizozemském městě Hoogerheide. Pro pořadatelské město to byl již třetí uskutečněný šampionát po letech 2009 a 2014. Páteční premiérový závod smíšených šestičlenných štafet vyhrálo domácí Nizozemsko.

## Přehled medailistů
| Muži      | |            |                                                                                            |       | |          |
| Kategorie | Zlato | Čas        | Stříbro                                                                                    | Čas   | Bronz | Čas      |
| Elite     | Mathieu van der Poel (NED)                                                                                 | 1h 07' 20" | Wout van Aert (BEL)                                                                        | + 0"  | Eli Iserbyt (BEL)                                                                                           | + 12"    |
| Do 23 let | Thibau Nys (BEL)                                                                                           | 50' 42"    | Tibor del Grosso (NED)                                                                     | + 04" | Witse Meeusen (BEL)                                                                                         | + 04"    |
| Junioři   | Léo Bisiaux (FRA)                                                                                          | 43' 48"    | Senna Remijn (NED)                                                                         | + 11" | Yordi Corsus (BEL)                                                                                          | + 17"    |
| Ženy      | |            |                                                                                            |       | |          |
| Kategorie | Zlato | Čas        | Stříbro                                                                                    | Čas   | Bronz | Čas      |
| Elite     | Fem van Empel (NED)                                                                                        | 54' 42"    | Puck Pieterse (NED)                                                                        | + 39" | Lucinda Brand (NED)                                                                                         | + 1' 11" |
| Do 23 let | Shirin van Anrooij (NED)                                                                                   | 45' 53"    | Zoe Backstadt (GBR)                                                                        | + 33" | Kristýna Zemanová (CZE)                                                                                     | + 1' 32" |
| Juniorky  | Isabella Holmgren (CAN)                                                                                    | 42' 13"    | Ava Holmgren (CAN)                                                                         | + 20" | Célia Gery (FRA)                                                                                            | + 47"    |
| Štafety   | |            |                                                                                            |       | |          |
|           | Zlato | Čas        | Stříbro                                                                                    | Čas   | Bronz | Čas      |
|           | Nizozemsko Lauren Molengraaf Leonie Bentveld Fem van Empel Guus van den Eijnden Tibor del Grosso Ryan Kamp | 42' 05"    | Velká Británie Cat Ferguson Zoe Bäckstedt Anna Kay Alfie Amey Joseph Blackmore Thomas Mein | + 31" | Belgie Xaydee van Sinaey Julie Brouwers Marion Norbert-Riberolle Antoine Jamin Joran Wyseure Laurens Sweeck | + 33"    |